# Kurudi, Davanagere
Kurudi là một làng thuộc tehsil Davanagere, huyện Davanagere, bang Karnataka, Ấn Độ.